# دينيس باباس
دينيس باباستراديديس (باباس) (بالفرنسية: Denis Papas)‏ (15 أغسطس 1937 في ليون) لاعب كرة قدم ومدرب فرنسي ذو أصول يونانية . سبق له اللعب لصالح نادي ليون الفرنسي ثم قام بتدريب نفس الفريق في الفترة من أكتوبر 1987 إلى مارس 1988 . وهو يعتبر ثاني مدرب في عقد رئيس النادي جان ميشيل أولاس .

## وصلات خارجية
- دينيس باباس على موقع قاعدة بيانات كرة القدم.إي يو (الإنجليزية)
- دينيس باباس على موقع عالم كرة القدم.نت (الإنجليزية)